# Systoechus audax
Systoechus audax är en tvåvingeart som beskrevs av Greathead 1967. Systoechus audax ingår i släktet Systoechus och familjen svävflugor. Inga underarter finns listade i Catalogue of Life.